# Aircraft Manufacturing Company

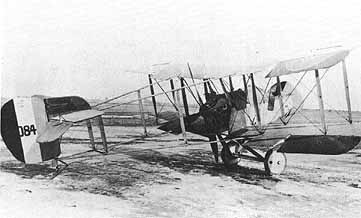
Airco DH-2

Aircraft Manufacturing Company (Airco) byla britská společnost zabývající se výrobou letadel především v období 1. světové války. Firmu založil George Holt Thomas v roce 1912 v Hendonu v severní části Londýna.
O dva roky později se stal ve firmě hlavním konstruktérem Geoffrey de Havilland. Jím navržené typy letadel jsou označovány iniciálami D.H. (nebo DH). Prvním úspěšným letounem byl stíhač s tlačnou vrtulí Airco D.H.2 v roce 1916, který napomohl ke zlomení nadvlády německých letadel v počátku války. Firma vyrobila několik tisíc letounů, mezi nejúspěšnější patřil cvičný D.H.6, typ D.H.4 se stal uznávaným bombardérem v 1. světové válce. Typy D.H.16 a D.H.18 s úspěchem používaly první letecké dopravní společnosti Aircraft Transport a Travel Limited založené ve Velké Británii, které taktéž vlastnil George Holt Thomas. Po skončení války se firma dostala do finančních potíží kvůli přílišné důvěře vedení společnosti v pokračující objednávky armády na nové letouny, až nakonec v roce 1920 vyhlásila bankrot. Zbytek společnosti odkoupil de Havilland a změnil její název na de Havilland Aircraft Company, pod kterým pak úspěšně fungovala až do roku 1959.